# Nikoláyevka (Krasnodar)
Nikoláyevka (del ruso: Николаевка) es un seló del raión de Shcherbínovski del krai de Krasnodar, en Rusia. Está situado en la costa del golfo de Taganrog del mar de Azov, en el limán Yeiski, desembocadura del río Yeya, 13 km al nordeste de Staroshcherbínovskaya y 190 km al norte de Krasnodar, la capital del krai. Tenía 1 299 habitantes en 2010.
Es cabeza del municipio Nikoláyevskoye.